# Rădoiești
Rădoiești là một xã thuộc hạt Teleorman, România. Dân số thời điểm năm 2002 là 2551 người.